# Simone Lahbib
Simone Nicole Jean Lahbib Ould Cheikl (Stirling, 6 febbraio 1965) è un'attrice britannica.

## Filmografia parziale

### Cinema
- The Girl in the Picture, regia di Cary Parker (1985)
- Red Mercury, regia di Roy Battersby (2005)
- Philomena, regia di Stephen Frears (2013)
- Flim: The Movie, regia di Raffaello Degruttola (2014)
- Transfert - Una storia d'amore (Transference: A Bipolar Love Story), regia di Raffaello Degruttola (2020)

### Televisione
- Taggart - serie TV, 6 episodi (1992-1995)
- London Bridge - serie TV, 58 episodi (1996-1997)
- Thief Takers - serie TV, 8 episodi (1997)
- The Young Person's Guide to Becoming a Rock Star - serie TV, 6 episodi (1998)
- Bad Girls - serie TV, 31 episodi (1999-2001)
- Family - serie TV, 6 episodi (2003)
- Monarch of the Glen - serie TV, 10 episodi (2004)
- Wire in the Blood - serie TV, 17 episodi (2006-2008)
- Da Vinci's Demons - serie TV, 8 episodi (2015)
- The Loch - miniserie TV, 5 episodi (2017)
- EastEnders - serie TV, 19 episodi (2020-2021)